# Beierius walliskewi longipes
Beierius walliskewi longipes es una subespecie de arácnido del orden Pseudoscorpionida de la familia Cheliferidae.

## Distribución geográfica
Se encuentra en el sur de África.